# Kapel 't Kruis

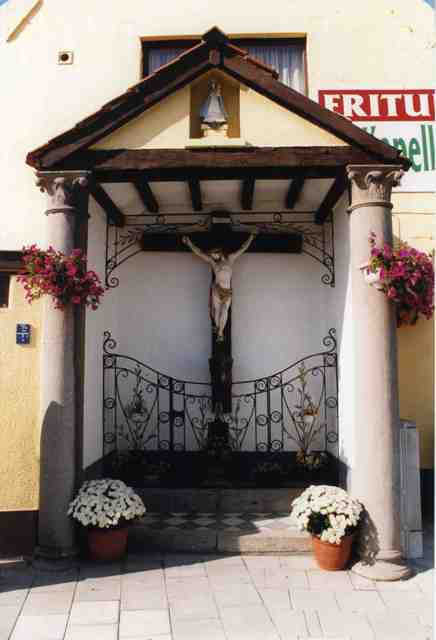
Kapel 't Kruis

De Kapel 't Kruis is een kapel in de tot de Oost-Vlaamse gemeente Dendermonde behorende plaats Sint-Gillis-bij-Dendermonde, gelegen aan de Kruisstraat nabij de kruising met de Heirbaan.
Al in 1780 werd melding gemaakt van een kapel op deze plaats. In 1817 werd de kapel op het primitief kadasterplan ingetekend. Tot 1955 stond hij midden op de Kruisstraat.
Het is een portiekkapel op rechthoekige plattegrond. De open voorzijde wordt geflankeerd door twee Korinthische halfzuilen, die gedekt worden door een driehoekig fronton van houten balken, waarin zich een nis met een Mariabeeldje bevindt. In de kapel vindt men een groot kruisbeeld. Het geheel wordt afgesloten door een siersmeedijzeren hek van omstreeks 1920.